# Piabucina
Piabucina es un género de peces de la familia Lebiasinidae en el orden de los Characiformes.

## Especies
Las especies de este género son:
- Piabucina astrigata Regan, 1903
- Piabucina aureoguttata Fowler, 1911
- Piabucina boruca Bussing, 1967
- Piabucina elongata Boulenger, 1887
- Piabucina erythrinoides Valenciennes, 1850
- Piabucina festae Boulenger, 1899
- Piabucina panamensis Gill, 1877
- Piabucina pleurotaenia Regan, 1903
- Piabucina unitaeniata Günther, 1864